# Jihlava-Staré Hory (železniční zastávka)
Jihlava-Staré Hory je železniční zastávka v Jihlavě. Zastávka byla otevřena v roce 1887. Kromě své běžné funkce slouží od prosince 2024 se začátkem nového jízdního řádu také jako dočasná náhrada za železniční stanici Jihlava město, jež prochází přestavbou a modernizací tratí. Tento stav potrvá až do poloviny roku 2026.

## Provozní informace
Zastávka má nástupiště výšky 550 mm nad temenem kolejnice. V zastávce není možnost zakoupení si jízdenky, trať procházející zastávkou je elektrizovaná střídavým proudem 25 kV, 50 Hz. Provozuje ji Správa železnic.

## Doprava
Zastavují zde osobní vlaky a spěšné vlaky, které jezdí do Jihlavy, Tábora a Dobronína, Havlíčkova Brodu, Telče, Dačic a Slavonic.

## Tratě
Zastávkou prochází tato trať:
- Železniční trať Havlíčkův Brod – Jihlava – Veselí nad Lužnicí (SŽ)